# بيت قطينة (المحويت)
بيت قطينه هي إحدى قرى الجمهورية اليمنية. تتبع جغرافيا لمحافظة المحويت و إداريًا لمديرية الطويلة. يبلغ تعداد سكانها 2520 نسمة حسب الإحصاء الذي أجري عام 2004.